# 민영빈
민영빈(영어: Min-Young-Bin)1931년 2월 3일 ~ 2018년 2월 2일)은 YBM의 창립자이다. 해주교원대학을 다니다 한국전쟁 때 월남하여 전시연합대학체제였던 고려대학교 영문과로 편입, 고려대 영자신문인 '더 그레니트 타워'(The Granite Tower)를 창간했다